# Trochocyathus japonicus
Trochocyathus japonicus är en korallart som beskrevs av Katsuyuki Eguchi 1968. Trochocyathus japonicus ingår i släktet Trochocyathus och familjen Caryophylliidae. Inga underarter finns listade i Catalogue of Life.